# الشروق نيوز
الشروق نيوز أو الشروق الإخبارية هي قناة تلفزيونية إخبارية جزائرية مقرها الجزائر العاصمة، تابعة لمؤسسة الشروق.انطلق البث الرسمي للقناة يوم 19 مارس 2014 في احتفالية خاصة بمناسبة السنة الثانية لإطلاق أول قناة تابعة لمؤسسة الشروق، لتكون الشروق الإخبارية ثاني قنوات الباقة.
تبث بنظام فيديو عالي الوضوح (HD) لها عدة برامج متنوعة وثرية من ناحية المضمون كما يعمل فيها اعلاميين امثال سليمان بخليلي وليلى بوزيدي وقادة بن عمار ولها قنوات شقيقة الشروق تي في وسي بي سي بنة

## نبذة عن القناة
- انطلق البث التجريبي في بداية جانفي 2014
- إنطلقت في البث الفعلي في 19 مارس 2014

## البرامج
- الأخبار
- أخبار الرياضة
- أخبار الاقتصاد
- هنا الجزائر
- الساعة الدولية
- الشروق تحقق
- الحلقة المفقودة
- ستوديو فوت
- يحدث في العالم
- الثقافة والناس
- الجزائر هذا المساء
- الشروق تحقق
- لغز الجريمة
- نقاط على الحروف

## إيقاف مؤقت لبث قناة الشروق نيوز
في 2 مايو 2025، أوقفت السلطة الوطنية المستقلة للضبط السمعي البصري بث قناة "الشروق نيوز" لمدة عشرة أيام، بعد أن بثت القناة محتوى وُصف بأنه "عنصري خطير" تجاه مهاجرين أفارقة. وأوضحت الهيئة أن القرار جاء نتيجة لاستخدام القناة لمصطلحات تنطوي على خطاب كراهية وتمييز ضد مجموعة من المهاجرين غير الشرعيين من دول أفريقية، مما اعتبر إخلالًا جسيمًا بقواعد البث السمعي البصري.